# 목포시의 교통
목포시의 교통은 전라남도의 서남부의 목포권의 교통을 책임지고 있다.

## 개요
목포는 일제강점기때 개항이 되었기 때문에 큰 도시로 성장을 하였지만 광복이후 정부의 개발축에 속하지 않아 점차 낙후되어 가다가 2000년대 들어서부터 급격히 개발되고 있는 도시다.
많은 개발로 인해 목포의 SOC시설은 2000년대 이전과는 많이 달라지고 있었다.
목포의 실질적인 교통권역에 드는 무안군 전 지역, 신안군의 전 지역, 영암군의 서부 전 지역, 해남의 서북부지역이 목포에 의존하고 광범위한 전남 서남권이 목포의 간접적인 영향력에 놓여 있다. 그러므로 목포시는 같은 중소도시들보다 교통이 좀 더 발달하게 되었다.

## 철도

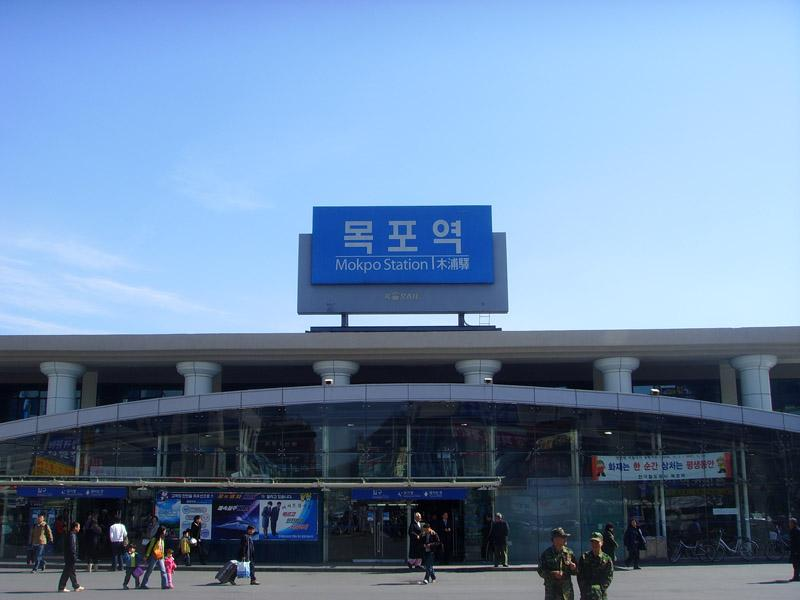
목포역

목포역은 1913년 5월 15일 목포 - 학교(현 함평군 학교면) 간 운행이 시작되면서 보통역으로 출범했다. 호남선의 종착역이자 수탈의 아픔을 지닌 역으로서 현재에는 연간 120만명의 여객 수송을 담당하며 호남권 물류를 담당하고 있다.
목포역은 시의 서남부에 있으며 여객선터미널과 그리 멀지 않은 거리에 있다. 목포역은 호남선의 종단점이기 때문에 철도가 목포역 안에서 끊긴다. 과거에는 삼학도안까지 석탄을 운반하던 산업철도가 있었지만 지금은 철로만 남아있을 뿐 거의 운행되지 않는다. 다만 사용하지 않는 철로에는 운행하지 않는 열차들이 방치되어 있다. 삼학도 인입철도로 불리는 이 철도는 1965년 12월 31일 목포역 지선으로 삼학도 부두까지 연결됐던 철도이지만 주민의 가게 및 가옥 바로 앞을 지나다녀서 사고 피해에 노출돼 있는 지역이다. 이에 따라 삼학도 정비 사업과 더불어 2011년 해당 철로를 없애기로 했다.
KTX가 운행하기 이전인 2004년까지는 철도가 목포역에서 연동육교를 거쳐 시내를 관통했다. 그러나 2003년 12월 호남선 전 구간 복선전철화와 함께 선로정비가 이뤄지면서 시내를 관통하던 철도는 전부 사라지고 석현동을 지나는 우회 지하화 구간을 통해 기존 목포역으로 향하게 됐다.
2004년 4월 1일 KTX가 개통되고 호남고속철도 및 호남선 열차의 시종착지가 되면서 서울에서 목포까지 3시간 이내로 접근이 가능해졌다. 현재는 왕복 16편성의 KTX가 용산-목포 간을 운행중이며 열차의 운행 시간은 3시간 내외이다. 향후 2020년대까지 호남고속철도가 전 구간 완성되면 서울에서 목포까지 1시간 40여분이 소요될 예정이다. 다만 임성리역으로 시종착역이 옮겨가게 돼 목포역에는 일부 호남선 열차만이 정차하게 된다. 기본계획안에 따르면 호남고속철도 계획 노선은 경부선 분기점인 오송을 출발해 익산∼광주송정∼목포를 연결하는 신설 노선으로 총길이는 230.9km다.
2016년 8월 현재 목포역에는 용산 - 목포 간 KTX 열차가 하루 왕복 32회 (상행 16회, 하행 16회 총 32회, 이 중 인천국제공항 - 목포 간 KTX 열차가 왕복 4회, 행신 - 목포 간 KTX 열차가 왕복 8회), ITX-새마을 열차가 하루 왕복 4회, 무궁화호 열차가 하루 왕복 12회, 목포 - 광주 간 무궁화호가 하루 왕복 2회, 목포 - 부전 간 무궁화호가 하루 왕복 2회로 하루에 총 왕복 14회 (편도 28회)의 열차가 운행하고 있다.
임성리역은 1912년 5월 15일 무배치간이역으로 영업을 개시했다. 그리고 2001년에 호남선 복선화로 지금의 역사로 이전하였다. 현재는 광주행 무궁화호와 부전행 무궁화호 열차가 멈추는 작은 역이다. 하지만 호남고속철도의 시·종착역으로 지정되었기 때문에 2020년 이후가 기대되는 역이다.

## 도로

국도1, 2호선 시작점 기념비

주된 교통은 승용차 및 시내버스, 시외버스가 있다. 또한 국도 제1호선, 국도 제2호선, 서해안고속도로, 남해고속도로로 전국각지와 연결되어 있다.
목포시는 하당신도시의 신도심과 목포시청과 KBS목포방송국이 있는 구도심을 잇는 양을산터널을 2007년 8월 24일 개통하였고 이후 크게 돌아가던 길을 대폭 줄여주었다. 또한 북항동의 북항과 유달동의 고하도를 이어주는 목포대교가 2012년 6월 29일 개통하여 고하대로의 전 노선이 완성되었고, 목포의 실질적인 외각순환교통망이 완성되었다.

### 고속도로
서울과 목포로 연결된 서해안고속도로가 있어 약 4시간 정도 소요된다. 2001년 12월 21일에 서해안고속도로 전 구간이 개통되면서, 이는 기존의 개발축에 속해지 않아 경부축에 비해 개발상태가 낙후되었던 것을 혁신하기 위함으로 과거 5 ~ 6시간 남짓 걸리던 소요시간이 현저히 줄어들었다. 그리고 목포와 부산을 연결하는 남해고속도로가 있어 약 3시간 정도 소요된다. 부산에서 순천까지 개통되었지만 2012년 4월 27일에 순천에서 목포까지 전 구간이 개통되어 목포와 부산이 가까워졌다. 또한 목포와 광주를 빠르게 연결해주는 무안광주고속도로는 2007년 11월 8일 단계적으로 개통되어 무안국제공항과 광주가 연결돼 인근 목포권 승객들이 공항으로 향할 수 있는 도로까지 정비됐다.
| 10 | 국도 제1호선, 국도 제2호선 (목포 나들목) ↔ 국도 제2호선 무영로 (죽림 분기점 ↔ 남악 나들목) ↔ 서영암 나들목 |
| 15 | 국도 제1호선, 국도 제2호선 (목포 나들목) ↔ 죽림 분기점                                                     |

### 국도
일제강점기 최초로 건설된 도로인 국도 제1호선은 목포에서 출발해 신의주까지를 잇는 도로지만 한국 전쟁 이후 잠시 국도의 구간이 임진각까지 끊어지기도 했다. 2000년 착공한 경의선 도로 연결 공사를 통해 다시 개성특급시와 이어졌다. 서해안고속도로를 타고 목포IC에서 빠져나와 국도를 타고 들어가면 여객선터미널에 닿을 수 있다.
부산광역시와 연결하는 국도 제2호선이 예전엔 국도 제1호선과 같이 목포 기점이였으나 신안 기점으로 바뀌면서 본 노선이였던 녹색로가 국도 제2호선에서 해제되고 고하대로부터 무영로로 바뀌었다. 또한 국도 제77호선이 해남군 화원면부터 목포시 유달동의 달리도, 율도를 거쳐 신안군 압해읍로 이어질 예정이다.
| 1 | 고하대로, 영산로 | 2 | 녹색로 (옛 노선), 고하대로, 무영로 | 77 | 예정중 | 820 | 임성로 |

### 시내버스
목포시의 시내버스는 유진운수ㆍ태원여객(동일한 회사이며 차고지 공동 사용 중)이 운행하고 있다. 26개의 버스노선이 운행중이며 대부분의 버스는 삼학도, 해양대 후문, 석현동에 기점과 종점을 두고 운행하고 있다. 외곽좌석버스가 영암군의 삼호읍, 학산면, 무안군의 일로읍, 몽탄면, 청계면, 무안읍, 해남군의 화원면 무고리까지 운행한다.
2005년부터 천연가스버스(CNG)를 연차적으로 확대 시행하기로 했다. 이미 2003년부터 협의를 진행하고 있었으나 자금이 여의치 않자 대당 2,250만원을 보조하는 조건으로 천연가스 충전소가 삼학도, 석현동 종점에 마련되고 22대가 출고되어 시행중이다. 2006년 연초 10대가 늘어나 32대가 운행 중이다. 2006년 1-2, 15, 112번 버스의 노선을 개편하여 시행했다. 옥암동 장재마을과 새로 들어선 포미타운 일대에 버스 노선이 미비해 노선을 새로 추가한 것이다. 장재마을은 이전부터 수익성이 떨어진다는 이후로 시와 갈등을 벌이던 중 5번 노선이 폐지되고 61번이 5번 노선 일부를 운행하게 되었다.
2007년 3월 1일부터 모든 노선에 무료환승제를 도입했다. 간선버스, 지선버스, 순환버스, 외곽버스, 좌석버스로 구분해 시행하게 됐으며 서울과 같은 교통카드 시스템이 본격적으로 도입되게 됐다. 전라남도 최초로 저상버스를 2007년 도입해 현재 운영 중이다. 지금은 1번 노선에만 적용해 3대에 불과하지만 노약자와 휠체어 장애인 지원을 위해 승강장 턱없애기 사업도 병행 중이다.
2007년 전라남도 최초로 저상버스 (1번 노선 1대)를 도입하였고, 2011년에 저상버스 2대 (2번 노선 1대, 30번 노선 1대 → 이 노선들은 20번 노선으로 변경) 추가, 6월 말에 4대 더 추가하여 (2번 노선 3대, 30번 노선 1대) 총 7대를 운행 중이다.
2008년부터 버스 준공영제 도입을 시에서 추진해왔다. 준공영제는 노선권은 목포시가 갖고 운수업체는 경영권을 맞는 것으로 수입과 지출을 공동으로 관리하는 방식이다. 이는 계속된 외곽 지역 소외와 교통불편 마찰을 해소할 돌파구를 마련한 대책으로 평가됐다. 그러나 시민단체들은 시가 지나치게 시내버스에 지원을 쏟아부으면서 지방세 재정을 낭비하고 있다며 반발했다. 서비스가 개선되지 않은 채 버스회사만 배불릴 수 있다는 이유였다. 목포경실련은 2003년부터 버스 요금이 연간 12%꼴로 오른데다 적자를 메꿔준다는 명목으로 20억을 지원했음에도 경영 실적이 나아지고 있지 않은 상태에서 시가 더 큰 비용을 부담해서는 안 된다고 비판했다.
2011년부터 카드 택시가 도입되어 카드 택시 스티커가 부착된 택시에 한해 카드 결제를 할 수 있지만, 현재 목포 사람들은 택시비를 카드로 결제하는 경우가 없고, 모두 현금으로 지불한다.
2011년 하반기에 외곽으로 나가는 노선(외곽연계, 좌석버스)을 제외한 모든 목포 시내버스 노선에 olleh wi-fi존이 설치되어 KT 존 가입자 중 스마트폰 요금제 가입자는 시내버스에서 무선랜(Wi-Fi, 와이파이)을 이용할 수 있다.

### 시외버스
시외 대중교통은 목포시외버스터미널에서 일괄 처리하고 있으며 전남 주요 시군과 서울, 부산, 마산, 성남 등 전국 주요도시로 갈 수 있다. 그러나 타도 시·군으로 가는 직통버스가 부족한 편이어서 광주 유스퀘어에서 갈아타는 경우도 있다.

## 항공
목포공항이 인근 영암군에 있어 서울과 항공편으로 연결된다. 그러나 목포공항은 잦은 안개와 활주로 시설 미비로 여러 어려움을 겪어왔다. 더군다나 1993년 아시아나항공의 추락사고로 국정 감사를 받았지만 활주로 50m 확장에 그쳤다. 서해안고속도로 개통 이후 줄어들기 시작한 항공편 횟수는 2003년 대한항공의 김포국제공항 노선 폐지, 2004년 아시아나항공의 항공편 감축, 목포~제주 간 항공편 운항 중단 등으로 거의 없어져 목포공항의 폐지까지 우려됐었다. 도로 교통이 편리해진 데다 호남고속철도가 운행되면 탑승률이 더 떨어질 것이 뻔한 항공사들은 줄곧 1개 노선당 연간 20억원의 적자를 볼 수 없다는 입장을 표명했다. 실제로 목포공항의 이용률이 고속도로 개통후 73.3%에서 49.7%로 급락하면서 서울 6회, 제주 2회, 부산 1회를 운항하던 것을 두 항공사가 일제히 감축해 인근 9개 시·군의 반발을 샀다.
이러한 문제는 무안국제공항의 개항 차질이 장기화되면서 나타난 것으로 1999년 말 착공된 공항 사업이 계속 미뤄진데다 사업비를 제대로 수수하지 못하면서 발생한 것이다. 때문에 인근 시군은 무안공항 개청 전까지만이라도 항공사들의 항공편 감축을 미뤄달라는 입장을 표명했었다. 결국 존폐기로에 섰던 목포공항은 2007년 11월 8일 무안국제공항이 개항하면서 호남권 중추 공항 역할을 넘겨주게 됐다.
- 항공노선 : 무안 ~ 제주 (주 3회)

## 해상 교통

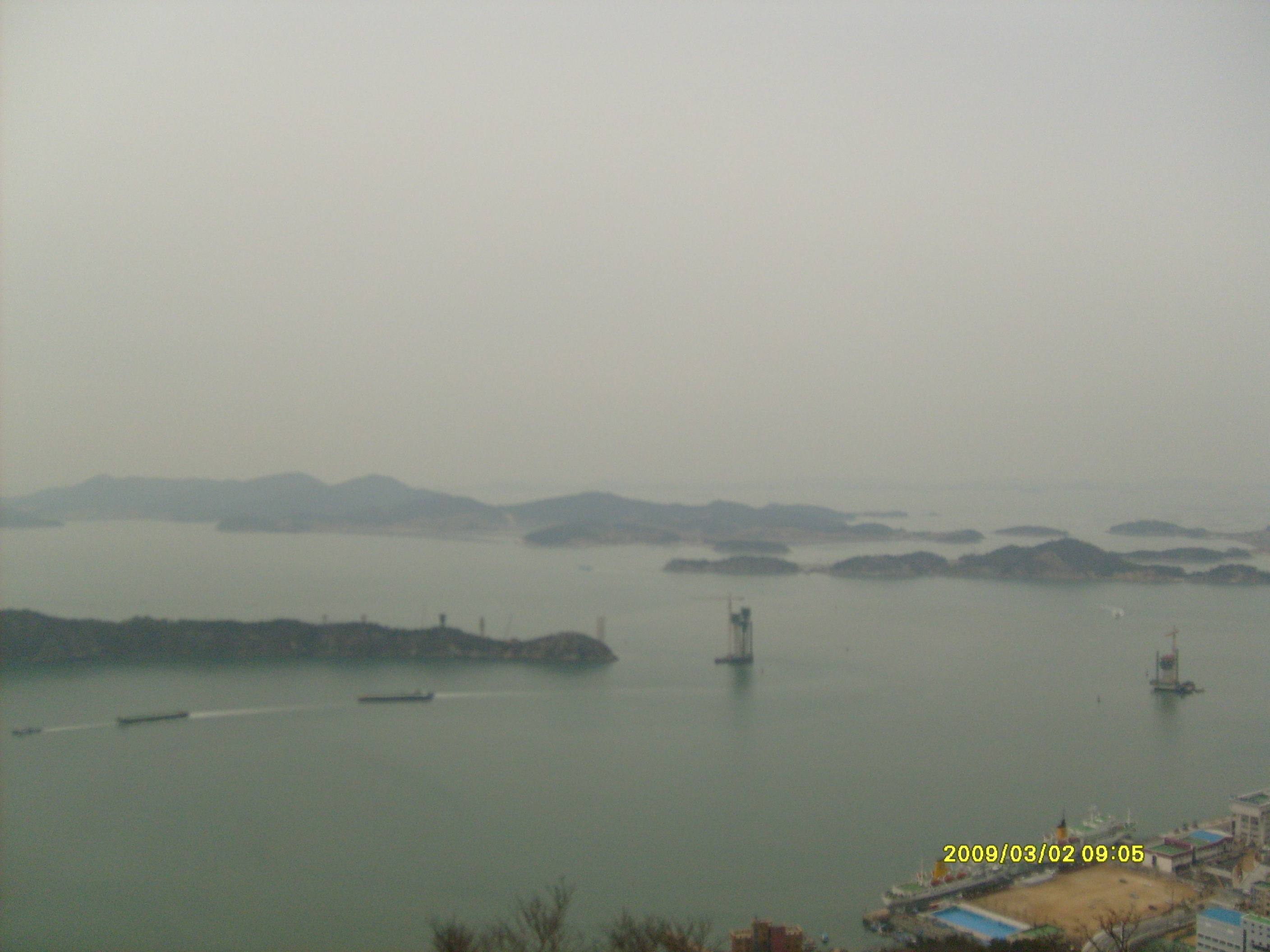
유달산에서 본 목포 앞바다

목포에는 국내 연안 및 중국을 연결하는 목포항과 농협 철부선이 다니는 목포 북항이 있다. 국내 여객항로로는 흑산도, 홍도, 제주도 및 신안군 도서 지역을 연결하는 여객선터미널이 있다. 2002년 중국 상하이로 국제여객선이 공식취항식을 갖고 국내 유일 상하이행 배편으로 출범했다. 그러나 자금난으로 5개월만에 영업이 중단되면서 계속된 어려움을 겪었다. 2004년 7월 여객정원을 줄이는 대신 화물적재량을 늘리는 선박설계 도입으로 새롭게 취항을 시작했지만 중국 교통부가 관련 사업 인가를 끝내 승인하지 않으면서 여객선 운항이 중단된 상태다.
목포~제주간 여객편의 경우 2011년 3월 호화 크루즈호를 띠우게 됐으며 연간 100만명을 선회하는 관광객을 수용할 수 있을 것으로 전망된다.
목포여객선터미널은 원래 단일 건물로서 80년대 초에 지어진 건물을 쓰고 있었으나 노후된 시설로 인해 2003년부터 3백 38억원을 들여 4층 규모의 새 청사를 신축했다. 2007년 2월 12일 문을 연 청사는 쾌속선 모양을 상징적으로 표현하였으며 일대는 국제항만종합타운으로 육성해 관광객과 이용객을 맞도록 설계했다. 공사 동안 목포지방 해양수산청은 이에 따라 인근 출구를 1, 2, 3부두와 북항으로 나눈 후 선박회사 별로 분배했으나 졸속 행정으로 섬지역 주민과 관광객들의 질타를 받기도 했다. 준공된지 5개월 만에 비가 새서 조사한 결과 부실 시공한 흔적이 발견되어 전면 하자 보수를 하였다. 지금의 터미널은 연안여객선터미널과 국제여객선터미널로 두 곳의 대합실이 분리돼있다. 연안여객선터미널을 통해 인근 섬으로 나가는 배를 탈 수 있다.

### 목포항 여객선 정보
| 여객노선                                | 선박회사           | 운항 횟수 | 비고                                 |
| --------------------------------------- | ------------------ | --------- | ------------------------------------ |
| 흑산도, 홍도, 가거도                    | 남해고속/동양고속  | 1일 2회   | 쾌속선                               |
| 추자도-벽파도-흑산/홍도                 | 진도운수           |           |                                      |
| 제주도                                  | 씨월드고속훼리     | 1일 2회   | 크루즈선 운항                        |
| 안좌 읍동, 팔금, 암태, 자은, 비금, 도초 | 대흥상사           |           | 신안 압해읍 송공리 선착장에서도 출발 |
| 안좌 복호, 장산, 하의, 신의, 상태       | 조양운수           |           | 엔젤호(쾌속선) 운행                  |
| 외달도, 달리도, 율도 등 인근 섬지역     | 신진해운, 조항해운 | 1일 5회   | 외달도 해수풀장 개장시 11회로 증편   |

### 목포 북항 농협 철부선 정보
| 출발지                                | 도착지              | 선박회사         | 운항 횟수                     | 비고                               |
| ------------------------------------- | ------------------- | ---------------- | ----------------------------- | ---------------------------------- |
| 목포 북항                             | 안좌 읍동           | 안좌농협카페리호 | 1일 4회(특별수송기간에는 5회) |                                    |
| 목포 북항(첫 배만) 신안 압해읍 송공리 | 팔금 고산 암태 오도 | 신안농협카페리호 | 1일 14~15회(1시간 간격)       | 배 3척 운영                        |
| 목포 북항                             | 비금 가산           | 비금농협카페리호 | 1일 3회                       | 도초(비금)농협카페리호와 연합 운영 |
| 목포 북항                             | 도초 화도           | 도초농협카페리호 | 1일 3회                       | 도초(비금)농협카페리호와 연합 운영 |

- 모든 농협카페리호가 일반 면허로 전환.

## 참고
1. ↑  “다오스 기차역”. 2003년 6월 8일에 원본 문서에서 보존된 문서. 2011년 4월 9일에 확인함.
2. ↑  “2008-06-04 "목포시민신문 삼학도 인입 철도 2011년 철거 될듯"”. 2011년 3월 12일에 원본 문서에서 보존된 문서. 2011년 4월 9일에 확인함.
3. ↑  그러나 대부분의 KTX열차의 운행은 용산 - 목포 간 3시간 15분 정도의 시간이 소요되며 '용산 - 서대전 - 익산 - 광주송정 - 목포' 역만을 정차하는 열차들만의 운행시간이 2시간 58분 ~ 3시간 1분으로서 3시간 이내의 주파가 가능하였는데, 한국철도공사에서는 2007년까지 하루 왕복 16회 (상행 8회, 하행 8회)의 KTX 열차 중 왕복 4회 열차를 이와 같은 패턴으로 운행하였으나 2008년 1월 열차 시각 개정 이후 2010년 7월 현재까지 이와 같은 열차를 운영하지 않았었다.
4. ↑  "오송∼목포 호남고속철 내년 착공"
5. ↑  한국도로공사 서해안고속도로 설명[깨진 링크(과거 내용 찾기)]
6. ↑  88고속도로/무안광주고속도로[깨진 링크(과거 내용 찾기)]
7. ↑  2003-07-08 한국일보,  "길과사람 차로 바다건너 병어·민어회 '실컷'"
8. ↑  "천연가스(CNG) 시내버스 운행" 2006-01-29
9. ↑  2007-03-02 "목포시 시내버스 무료환승 실시"
10. ↑  "목포시, 시내버스 저상버스 도입운행" 2007-12-05
11. ↑  "목포시 시내버스 준공영제 내년 시행" 2008-01-07
12. ↑  데일리안 2008-10-01 "목포경실련, 시내버스 준공영제 “사회적 합의가 우선"
13. ↑  <목포공항 38년 만에 폐쇄..'역사의 뒤안길로'>
14. ↑  국민일보 2004-02-01 제주행 항공노선 지키려 ‘안간힘’
15. ↑  동아일보 2003-12-26 목포공항 폐쇄 위기
16. ↑  2003-09-29 무안항공 2005년 개항 차질
17. ↑  2007-10-16 신설 무안공항에 광주공항 국제선 이전 추진[깨진 링크(과거 내용 찾기)]
18. ↑  한국경제 2002-11-20 목포~상하이 카페리 운항 .. 매주 2회 왕복
19. ↑  2004-07-22 목포-상하이 뱃길 9월 재개
20. ↑  목포-제주 항로, 호화 크루즈 투입..4일 취항 2011-02-01
21. ↑  2004-11-24 <지역경제시대> 올해를 빛낸 기업 : 목포여객터미널, 국제항만타운으로
22. ↑  뉴시스 2006-07-20 "섬 지역 나들이 너무 힘들어요" 주민, 관광객 불만 팽배
23. ↑  목포항 연안여객선 터미널 하자보수 착수[깨진 링크(과거 내용 찾기)]